# Grosser Preis des Kantons Aargau 2024
Il Grosser Preis des Kantons Aargau 2024, sessantesima edizione della corsa e valevole come evento dell'UCI Europe Tour 2024 categoria 1.1, si svolse il 7 giugno 2024 su un percorso di 173,8 km, con partenza e arrivo a Leuggern, in Svizzera. La vittoria fu appannaggio del belga Maxim Van Gils, il quale completò il percorso in 4h13'20", alla media di 41,163 km/h, precedendo l'italiano Alberto Bettiol e lo spagnolo Roger Adrià.
Sul traguardo di Leuggern 95 ciclisti, dei 150 partiti dalla medesima località, hanno portato a termine la competizione.

## Squadre partecipanti
| N.      | Cod. | Squadra                |
| ------- | ---- | ---------------------- |
| 1-7     | LTK  | Lidl-Trek              |
| 11-17   | ARK  | Arkéa-B&B Hotels       |
| 21-27   | TBV  | Bahrain Victorious     |
| 31-37   | BOH  | Bora-Hansgrohe         |
| 41-46   | COF  | Cofidis                |
| 51-57   | EFE  | EF Education-EasyPost  |
| 61-67   | IWA  | Intermarché-Wanty      |
| 71-77   | JAY  | Team Jayco AlUla       |
| 81-87   | UAD  | UAE Team Emirates      |
| 91-97   | COR  | Corratec Vini Fantini  |
| 101-106 | LTD  | Lotto Dstny            |
| 111-117 | Q36  | Q36.5 Pro Cycling Team |

| N.      | Cod. | Squadra                       |
| ------- | ---- | ----------------------------- |
| 121-127 | TUD  | Tudor Pro Cycling Team        |
| 131-137 | CGF  | Équipe Cont. Groupama-FDJ     |
| 141-147 | SUI  | Svizzera                      |
| 151-157 | MGK  | MG.K Vis Colors for Peace     |
| 161-167 | PUS  | P&S Metalltechnik Benotti     |
| 171-177 | SVL  | REMBE Cycling Team Sauerland  |
| 181-187 | SWT  | Santic-Wibatech               |
| 191-197 | RSW  | Team Felt Felbermayr          |
| 201-206 | LKH  | Team Lotto Kern-Haus PSD Bank |
| 211-217 | VBG  | Team Vorarlberg               |
| 221-226 | XSU  | XSpeed United Continental     |

## Ordine d'arrivo (Top 10)
| Pos. | Corridore         | Squadra | Tempo    |
| ---- | ----------------- | ------- | -------- |
| 1    | Maxim Van Gils    | Lotto   | 4h13'20" |
| 2    | Alberto Bettiol   | EF      | s.t.     |
| 3    | Roger Adrià       | Bora    | s.t.     |
| 4    | Isaac Del Toro    | UAE     | s.t.     |
| 5    | Anders Foldager   | Jayco   | s.t.     |
| 6    | Fabio Christen    | Q36.5   | s.t.     |
| 7    | Vincenzo Albanese | Arkéa   | s.t.     |
| 8    | Sergio Higuita    | Bora    | s.t.     |
| 9    | Alessandro Verre  | Arkéa   | s.t.     |
| 10   | Rui Costa         | EF      | s.t.     |